# Spengler Cup 2009
Der Spengler Cup 2009 (französisch Coupe Spengler 2009) war die 83. Auflage des gleichnamigen Wettbewerbs und fand vom 26. bis 31. Dezember 2009 im Schweizer Luftkurort Davos statt. Als Spielstätte fungierte die dortige Vaillant Arena. Insgesamt besuchten 70'882 Zuschauer die elf Turnierspiele, was einem Schnitt von 6'443 pro Partie entspricht.
Es siegte der weissrussische Klub HK Dinamo Minsk, der durch einen 3:1-Sieg im Finalspiel über den Gastgeber HC Davos das Turnier gewann. In der Qualifikation hatten die Eidgenossen die Partie noch knapp mit 3:2 für sich entschieden. Für Dinamo Minsk war es bei der ersten Teilnahme der erste Sieg am Spengler Cup überhaupt. Zudem war es auch der erste Sieg einer Mannschaft aus Belarus und der erste eines Klubs aus einer ehemaligen Sowjetrepublik. Das bisher beste Ergebnis war ein zweiter Platz von Sokol Kiew aus der damaligen Ukrainischen SSR im Jahr 1986.
Der Ukrainer Serhij Warlamow in Diensten des Siegers HK Dinamo Minsk war mit neun Scorerpunkten, darunter zwei Tore, erfolgreichster Akteur des Turniers.
Die 83. Austragung des Traditionsturniers markierte das Ende einer Ära, da zum letzten Mal im seit 1986 üblichen Modus mit einer fünf Mannschaften umfassenden Qualifikation plus anschließendem Final gespielt wurde. Die Einführung der Fünferrunde stammte gar aus dem Jahr 1958 und blickte auf eine über 50-jährige Tradition zurück.

## Modus
Die fünf teilnehmenden Teams spielten zunächst in einer Einfachrunde im Modus «jeder gegen jeden», so dass jede Mannschaft vier Spiele bestritt. Die beiden punktbesten Mannschaften nach Abschluss der zehn Qualifikationsspiele ermittelten schliesslich in einer zusätzlichen Partie den Turniersieger.

## Turnierverlauf

### Qualifikation
| 26. Dezember 2009 15:00 Uhr | HK Dinamo Minsk S. Warlamow (10:14) M. Jokela (24:56) | 2:3 (1:1, 1:1, 0:1) Spielbericht | HC Davos R. von Arx (0:08) R. von Arx (36:34) N. Naumenko (56:38) | Vaillant Arena, Davos Zuschauer: 6'746 |

| 26. Dezember 2009 20:15 Uhr | Team Canada M. Siklenka (18:51) S. Heins (27:41) T. Roche (35:05) C. Murphy (37:08) M. Bell (40:28) A. Daigle (49:30) S. Aubin (PS) | 7:6 n. P. (1:1, 3:4, 2:1, 0:0, 1:0) Spielbericht | HC Energie Karlovy Vary M. Dobroň (16:21) J. Kristek (25:04) J. Kristek (36:03) D. Zjuzin (38:34) L. Pech (39:40) J. Košťál (52:30) | Vaillant Arena, Davos Zuschauer: 6'746 |

| 27. Dezember 2009 15:00 Uhr | HC Davos J. Kolník (19:51) J. Kolník (27:51) M. Wieser (28:14) P. Duca (46:47) J. Kolník (57:44) | 5:3 (1:1, 2:1, 2:1) Spielbericht | HC Energie Karlovy Vary V. Skuhravý (8:52) P. Kumstát (39:39) J. Kristek (51:30) | Vaillant Arena, Davos Zuschauer: 6'746 |

| 27. Dezember 2009 20:15 Uhr | Adler Mannheim R. Arendt (46:09) | 1:2 (0:0, 0:1, 1:1) Spielbericht | HK Dinamo Minsk S. Warlamow (31:55) J. Kawyrschyn (48:29) | Vaillant Arena, Davos Zuschauer: 6'057 |

| 28. Dezember 2009 15:00 Uhr | HC Energie Karlovy Vary Ž. Pálffy (12:04) | 1:2 n. P. (1:0, 0:0, 0:1, 0:0, 0:1) Spielbericht | Adler Mannheim M. Scalzo (59:32) J. Papineau (PS) | Vaillant Arena, Davos Zuschauer: 6'570 |

| 28. Dezember 2009 20:15 Uhr | Team Canada J.-P. Vigier (14:17) M. Bell (18:22) M. Bell (27:07) Y. Tremblay (31:38) A. Daigle (33:55) J.-G. Trudel (48:40) | 6:2 (2:0, 3:2, 1:0) Spielbericht | HC Davos N. Naumenko (32:16) O. Setzinger (36:22) | Vaillant Arena, Davos Zuschauer: 6'746 |

| 29. Dezember 2009 15:00 Uhr | Adler Mannheim F. Méthot (19:47) A. Spylo (21:14) A. Spylo (23:10) A. Spylo (29:59) D. Steiner (33:20) | 5:2 (1:0, 4:2, 0:0) Spielbericht | Team Canada J.-G. Trudel (20:27) S. Heins (37:26) | Vaillant Arena, Davos Zuschauer: 5'937 |

| 29. Dezember 2009 20:15 Uhr | HC Energie Karlovy Vary | 0:8 (0:4, 0:3, 0:1) Spielbericht | HK Dinamo Minsk D. Mjaleschka (1:00) J. Tschuprys (1:23) H. Hyvönen (2:51) D. Mjaleschka (3:12) D. Westcott (22:44) H. Hyvönen (24:45) A. Antonau (28:36) A. Kulakou (41:50) | Vaillant Arena, Davos Zuschauer: 5'096 |

| 30. Dezember 2009 15:00 Uhr | HK Dinamo Minsk M. Jokela (7:14) D. Kotschetkow (23:06) D. Kotschetkow (31:58) J. Tschuprys (41:47) | 4:3 (1:1, 2:1, 1:1) Spielbericht | Team Canada K. McLean (11:17) S. Heins (33:45) J.-P. Vigier (51:38) | Vaillant Arena, Davos Zuschauer: 6'746 |

| 30. Dezember 2009 20:15 Uhr | HC Davos D. Bürgler (8:06) J. Salmonsson (24:30) J. Kolník (33:59) | 3:1 (1:1, 2:0, 0:0) Spielbericht | Adler Mannheim A. Spylo (2:38) | Vaillant Arena, Davos Zuschauer: 6'746 |

| Pl. |                         | Sp | S | OTN | N | Tore  | Punkte |
| --- | ----------------------- | -- | - | --- | - | ----- | ------ |
| 1.  | HC Davos                | 4  | 3 | 0   | 1 | 13:12 | 6      |
| 2.  | HK Dinamo Minsk         | 4  | 3 | 0   | 1 | 16:07 | 6      |
| 3.  | Adler Mannheim          | 4  | 2 | 0   | 2 | 09:08 | 4      |
| 4.  | Team Canada             | 4  | 2 | 0   | 2 | 18:17 | 4      |
| 5.  | HC Energie Karlovy Vary | 4  | 0 | 2   | 2 | 10:22 | 2      |

### Final
| 31. Dezember 2009 12:00 Uhr | HC Davos J. Kolník (40:50) | 1:3 (0:1, 0:1, 1:1) Spielbericht | HK Dinamo Minsk A. Kulakou (9:00) D. Kotschetkow (24:18) A. Michaljou (59:27) | Vaillant Arena, Davos Zuschauer: 6'746 |

## All-Star-Team
| Angriff:      | Juraj Kolník – MSK Serhij Warlamow – Ahren Spylo |
| Verteidigung: | Shawn Heins – Duvie Westcott                     |
| Tor:          | Andrej Mesin                                     |